# Namdalen

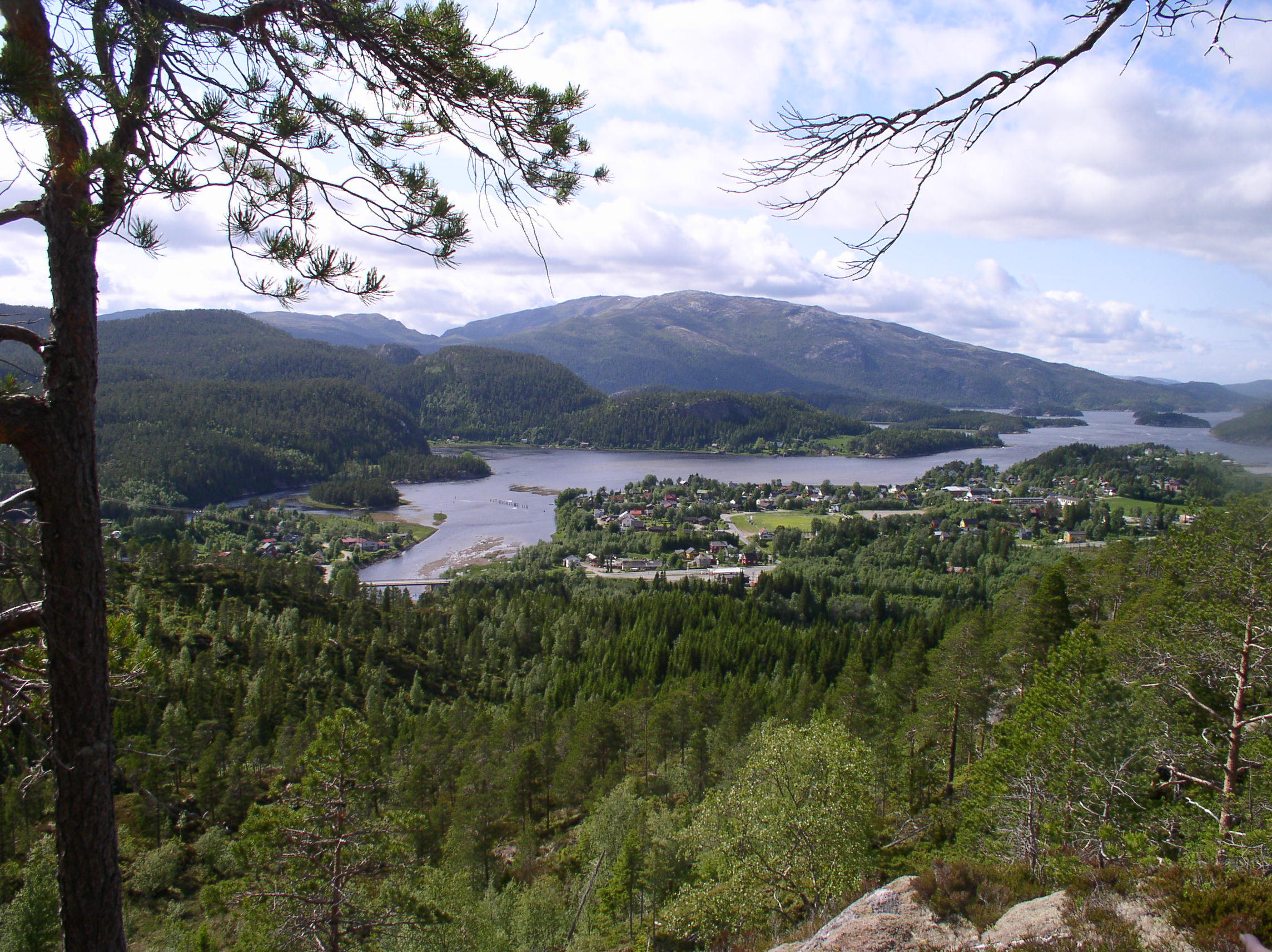
Tätorten Bangsund nära Namsos ligger i Namdalen.

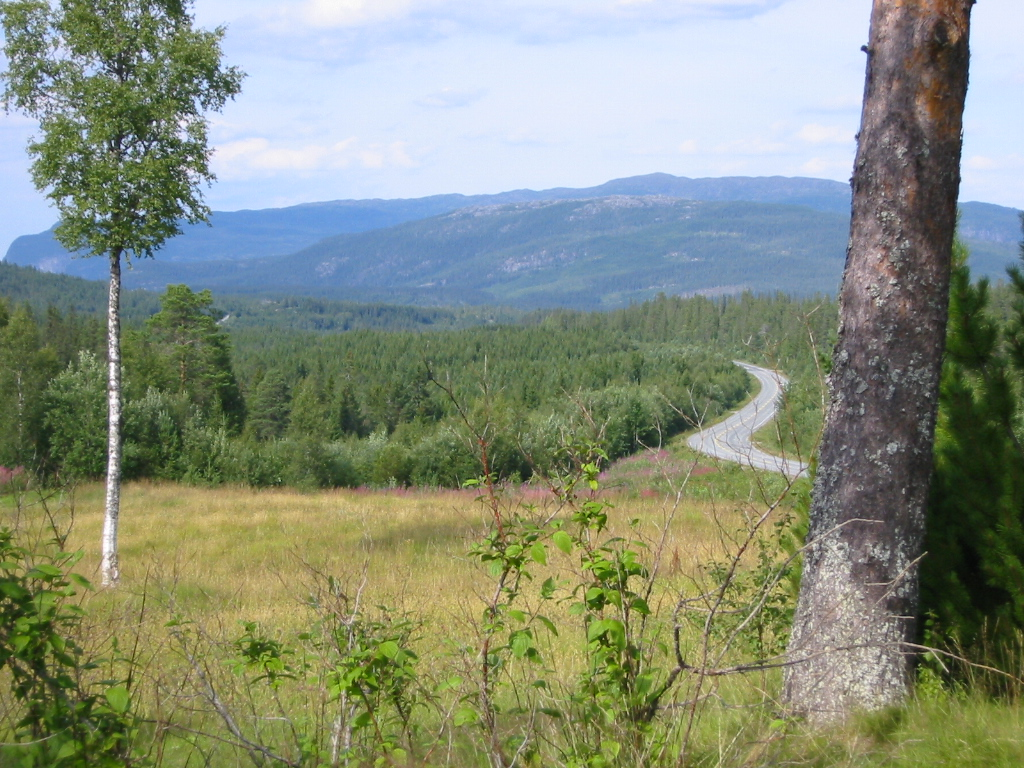
Europaväg 6 följer Namdalens dalgång i omkring 100 kilometer. Här sedd i Grongs kommun.

Namdalen (sydsamiska: Nååmesjevuemie) är en dal och ett landskap i den nordliga delen av Trøndelag fylke i landsdelen Trøndelag i mellersta Norge. Området har en yta på 11 860 kvadratkilometer och hade totalt 34 317 invånare den 1 juli 2009, fördelat på de tio kommunerna Flatanger, Namsos, Nærøysund, Leka, Overhalla, Høylandet, Grong, Namsskogan, Røyrvik och Lierne. 
Ibland skiljer man mellan inre Namdalen (Indre Namdal) respektive yttre Namdalen (Ytre Namdal). Det finns tre städer i området Namsos, Rørvik och Kolvereid. Kolvereid är Norges minsta stad. Namdalen gränsar till landskapen Innherred, Fosen, Helgeland och Jämtland. Genom huvuddalen rinner den 200 kilometer långa älven Namsen.
Gränserna är inte entydiga. Snåsa kommun deltar oftast i interkommunala samarbeten i Namdalen (Indre Namdalens regionråd), men är i enskilda andra sammanhang orienterad mot Innherred, såsom i Stiklestads prosteri (tidigare Nord-Innherreds prosteri) och Inderøy tingsrätt. Detta var också fallet med dåvarande Namdalseids kommun, som dock numera utgör en del av Namsos kommun.

## Administrativa indelningar
- Landskapet utgjorde tidigare  Namdalens fögderi.
- Namdalens valkrets var en enmanskrets vid stortingsvalen 1906–1921, och omfattade kommunerna Klinga, Vemundvik, Fosnes, Flatanger, Nærøy, Vikna, Leka, Kolvereid, Foldereid och Namsos. Indre Namdal tillhörde Snåsa valkrets.
- Större delen av landskapet hör till Namdals tingsrätt under Frostating lagdømme.
- Landskapet motsvaras av Namdals prosteri i Nidaros stift inom Norska kyrkan. Tidigare var landskapet uppdelat i Ytre Namdals prosteri (Nærøysunds och Leka kommuner) respektive Indre Namdals prosteri (resterande kommuner).
- Regionsråd: Ytre Namdal (Nærøysunds och Leka kommuner), Midtre Namdal (Flatangers, Overhalla och Namsos kommuner) samt Indre Namdal (Grongs, Høylandets, Lierne, Røyrviks, Namsskogans och Snåsa kommuner).